# Christopher Lambert
Christopher Lambert, pravim imenom Christophe Guy Denis Lambert (Great Neck, New York, 29. ožujka 1957.), francusko–američki glumac, scenarist i producent. Najpoznatiji je po ulozi besmrtnog škotskog mačevaoca Connora MacLeoda u fantastičnom filmu Gorštak (Highlander) iz 1986. godine, kao i u njegovim nastavcima te kao čarobnjak Raiden u filmu Smrtonosna bitka (Mortal Kombat).

## Životopis
Njegov otac, Georges Lambert-Lamond, židovskog porijekla, bio je diplomat u UN-u i morao je preseliti u Švicarsku kad su Christopheru bile samo dvije godine. Školovao se u internatima u Ženevi, a u dvanaestoj je godini znao da želi postati glumac. Kad je došao u tinejdžerske godine, preselio se s obitelji u Pariz u Francuskoj. Dvije godine Lambert je bio polaznik prestižnog pariškog konzervatorija, a ubrzo nakon toga je, u mnoštvu nadobudnih mladih glumaca, izabran za ulogu lorda Greystokea u filmu Greystoke: Legenda o Tarzanu iz 1984. godine. Godinu dana kasnije, glumio je čovjeka kojeg progone zlikovci u pariškoj podzemnoj željeznici u filmu Subway Luca Bessona.
Zapažen uspjeh i široku medijsku prepoznatljivost stekao je ulogom Connora MacLeoda u serijalu filmova Gorštak te ulogom čarobnjaka Raidena u filmu Smrtonosna bitka, baziranom na videoigri istog naslova. Dosad je producirao nekoliko filmova, a jedan od njih je i "Devet mjeseci". Od 2007. u vezi je s Sophie Marceau.

## Nepotpun popis filmova
| Godina  | Film                                                                               | Uloga                       | Bilješke                                   |
| ------- | ---------------------------------------------------------------------------------- | --------------------------- | ------------------------------------------ |
| (1984.) | Greystoke - Legenda o Tarzanu (Greystoke - The Legend of Tarzan, Lord of the Apes) | John Clayton/Tarzan         |                                            |
| 1985.   | Subway                                                                             | Fred                        | dobitnik nagrade César za najboljeg glumca |
| 1986.   | Gorštak (Highlander)                                                               | Connor Macleod/Russell Nash |                                            |
| 1987.   | Sicilijanac (The Sicilian)                                                         | Salvatore Giuliano          |                                            |
| 1991.   | Gorštak 2: Ubrzanje (Highlander II: The Quickening)                                | Connor MacLeod/Gorštak      |                                            |
| 1993.   | Potez lovca (Knight Moves)                                                         | Peter Sanderson             |                                            |
| 1994.   | The Road Killers                                                                   | Jack                        |                                            |
| 1994.   | Highlander 3: Čarobnjak (Highlander III: The Sorcerer)                             | Connor MacLeod              |                                            |
| 1995.   | Smrtonosna bitka (Mortal Kombat)                                                   | Raiden                      |                                            |
| 1997.   | Nirvana                                                                            | Jimi Dini                   |                                            |
| 1999.   | Beowulf                                                                            | Beowulf                     |                                            |
| 2000.   | Gorštak: Završna igra                                                              | Connor MacLeod              |                                            |
| 2011.   | Ghost Rider: Spirit of Vengeance                                                   | Methodius                   |                                            |
| 2016.   | Kickboxer: Retaliation                                                             | Thomas Moore                |                                            |

## Vanjske poveznice
- Christopher Lambert (životopis) - imdb.com (engl.)